# Saison 2012-2013 du FC Sochaux-Montbéliard
Maillots
Chronologie
Saison précédente Saison suivante
La saison 2012-2013 du FC Sochaux-Montbéliard est la 65e saison du club de football en Ligue 1 (record en cours).

## Transferts

### Mercato d'été
| Date        | Nom                | Nationalité   | Modalité                          | Provenance/Destination  | Division        |
| Arrivées    |                    |               |                                   |                         |                 |
| 24 juin     | Omar Daf           | Sénégal       | Signé libre (1 an)                | Stade brestois 29       | Ligue 1         |
| 31 mai      | Frédéric Duplus    | France        | Retour de prêt                    | En Avant de Guingamp    | Ligue 2         |
| 19 juin     | Cédric Kanté       | Mali          | Signé libre (2 ans)               | Panathinaïkos           | Superleague     |
| 20 juin     | Simon Pouplin      | France        | Signé libre (2 ans)               | SC Fribourg             | Bundesliga      |
| 22 juin     | Thierry Doubaï     | Côte d'Ivoire | Transfert définitif (3 M€, 4 ans) | Udinese                 | Serie A         |
| 13 juillet  | Roy Contout        | France        | Transfert (3 ans)                 | AJ Auxerre              | Ligue 2         |
| 19 juillet  | Ishmael Yartey     | Ghana         | Transfert (4 ans)                 | Servette FC             | Super League    |
| 31 août     | Kalilou Traoré     | Mali          | Transfert (2,5 M€, 3 ans)         | OB Odense               | SAS Ligaen      |
| 15 novembre | Didier Ovono Ebang | Gabon         | Signé libre                       | Le Mans FC              | Ligue 1         |
| Départs     |                    |               |                                   |                         |                 |
| 31 mai      | Teddy Richert      | France        | Fin de contrat                    | Retraite sportive       |                 |
| 31 mai      | Jérémie Bréchet    | France        | Fin de contrat                    | ES Troyes AC            | Ligue 1         |
| 31 mai      | Steven Mouyokolo   | France        | Fin de prêt                       | Wolverhampton Wanderers | FL Championship |
| 21 juin     | Marvin Martin      | France        | Transfert (10 M€)                 | Lille OSC               | Ligue 1         |
| 6 juillet   | Charlie Davies     | États-Unis    | Contrat résilié                   | Randers FC              | SAS Ligaen      |
| 18 juillet  | Modibo Maïga       | Mali          | Transfert (7 M€)                  | West Ham United         | Premier League  |
| 25 août     | Damien Perquis     | Pologne       | Transfert (750 k€)                | Betis Séville           | Liga BBVA       |
| 4 septembre | Serdar Gurler      | Turquie       | Transfert                         | Elazigspor              | Süper Lig       |

### Mercato d'hiver
| Date       | Nom          | Nationalité | Modalité              | Provenance/Destination | Division    |
| Arrivées   |              |             |                       |                        |             |
| 31 janvier | Giovanni Sio | France      | Prêt 6 mois           | VfL Wolfsbourg         | Bundesliga  |
| Départs    |              |             |                       |                        |             |
| 31 janvier | Razza Camara | Guinée      | Prêt 6 mois avec O.A. | PAOK Salonique         | Superleague |

## Détail des matchs

### Ligue 1

#### Matchs allers
| Journée 1 11 août 2012 0 points | FC Sochaux-Montbéliard             | 2-3 | SC Bastia                                                                        | 21:00 - Stade Auguste-Bonal, Montbéliard               |                                                        |
|                                 | Privat 13e · Lopy 44e · Doubaï 89e |     | Mary 44e · Cahuzac 53e · Modeste 60e · Maoulida 75e · Thauvin 76e · Maoulida 83e | Spectateurs : 12,598 Arbitrage : Jean-Charles Cailleux | Spectateurs : 12,598 Arbitrage : Jean-Charles Cailleux |
|                                 | Rapport                            |     |                                                                                  | Spectateurs : 12,598 Arbitrage : Jean-Charles Cailleux | Spectateurs : 12,598 Arbitrage : Jean-Charles Cailleux |

| Journée 2 19 août 2012 19e place 0 points | Olympique de Marseille | 2-0 | FC Sochaux-Montbéliard | 17:00 - Stade Vélodrome, Marseille                 |                                                    |
|                                           | Gignac 54e · Fanni 90e |     |                        | Spectateurs : 33,624 Arbitrage : Bartolomeu Varela | Spectateurs : 33,624 Arbitrage : Bartolomeu Varela |
|                                           | Rapport                |     |                        | Spectateurs : 33,624 Arbitrage : Bartolomeu Varela | Spectateurs : 33,624 Arbitrage : Bartolomeu Varela |

| Journée 3 24 août 2012 20e place 0 points | Stade de Reims                  | 1-0 | FC Sochaux-Montbéliard                       | 20:00 - Stade Auguste-Delaune, Reims           |                                                |
|                                           | Ghilas 39e · Privat 90+3e (csc) |     | Yartey 23e · Corchia 30e, 37e · Carlão 90+3e | Spectateurs : 12,997 Arbitrage : Olivier Thual | Spectateurs : 12,997 Arbitrage : Olivier Thual |
|                                           | Rapport                         |     |                                              | Spectateurs : 12,997 Arbitrage : Olivier Thual | Spectateurs : 12,997 Arbitrage : Olivier Thual |

| Journée 4 11 août 2012 20e place 0 points | FC Sochaux-Montbéliard  | 1-3 | Montpellier HSC                                                                      | 20:00 - Stade Auguste-Bonal, Montbéliard       |                                                |
|                                           | Banana 16e · Roudet 64e |     | Belhanda 16e (pen.) · Bocaly 32e · Herrera 58e · Saihi 65e · Utaka 75e · Cabella 78e | Spectateurs : 9,554 Arbitrage : Benoît Bastien | Spectateurs : 9,554 Arbitrage : Benoît Bastien |
|                                           | Rapport                 |     |                                                                                      | Spectateurs : 9,554 Arbitrage : Benoît Bastien | Spectateurs : 9,554 Arbitrage : Benoît Bastien |

| Journée 5 15 septembre 2012 19e place 3 points | AS Saint-Etienne                     | 0-1 | FC Sochaux-Montbéliard                                  | 20:00 - Stade Geoffroy-Guichard, Saint-Étienne |                                               |
|                                                | Lemoine 5e · Brison 10e · Perrin 71e |     | Roussillon 14e · Corchia 33e · Doubaï 75e · Pouplin 85e | Spectateurs : 25,555 Arbitrage : Saïd Ennjimi  | Spectateurs : 25,555 Arbitrage : Saïd Ennjimi |
|                                                | Rapport                              |     |                                                         | Spectateurs : 25,555 Arbitrage : Saïd Ennjimi  | Spectateurs : 25,555 Arbitrage : Saïd Ennjimi |

| Journée 6 22 septembre 2012 14e place 6 points | FC Sochaux-Montbéliard                                               | 3-1 | ES Troyes AC                                | 20:00 - Stade Auguste-Bonal, Montbéliard       |                                                |
|                                                | Roudet 8e · Bakambu 54e · Corchia 65e · Bakambu 70e · Roussillon 80e |     | Faussurier 34e · Bahebeck 56e · Bréchet 79e | Spectateurs : 12,813 Arbitrage : Philippe Kalt | Spectateurs : 12,813 Arbitrage : Philippe Kalt |
|                                                | Rapport                                                              |     |                                             | Spectateurs : 12,813 Arbitrage : Philippe Kalt | Spectateurs : 12,813 Arbitrage : Philippe Kalt |

| Journée 16 8 décembre 2012 Xe place 16 points | FC Sochaux-Montbéliard                            | 1-1 | Lille OSC                                          | 20:00 - Stade Auguste-Bonal, Montbéliard      |                                               |
|                                               | Poujol 48e · Mikari 64e · Mikari 65e · Poujol 79e |     | Pedretti 60e · Roux 62e · Gueye 82e · Mendes 90+5e | Spectateurs : 8,948 Arbitrage : Philippe Kalt | Spectateurs : 8,948 Arbitrage : Philippe Kalt |
|                                               | Rapport                                           |     |                                                    | Spectateurs : 8,948 Arbitrage : Philippe Kalt | Spectateurs : 8,948 Arbitrage : Philippe Kalt |

| Journée 17 12 décembre 2012 Xe place 16 points | FC Lorient                       | 2-0 | FC Sochaux-Montbéliard | 19:00 - Stade du Moustoir, Lorient             |                                                |
|                                                | Traoré 44e · Koné 53e · Koné 84e |     |                        | Spectateurs : 14,306 Arbitrage : Mikael Lesage | Spectateurs : 14,306 Arbitrage : Mikael Lesage |
|                                                | Rapport                          |     |                        | Spectateurs : 14,306 Arbitrage : Mikael Lesage | Spectateurs : 14,306 Arbitrage : Mikael Lesage |

| Journée 18 15 décembre 2012 Xe place 16 points | FC Sochaux-Montbéliard | 1-2 | Stade brestois 29                        | 20:00 - Stade Auguste-Bonal, Montbéliard       |                                                |
|                                                | Bakambu 49e            |     | Chafni 63e · Sissoko 72e · Ben Basat 78e | Spectateurs : 11,284 Arbitrage : Benoît Millot | Spectateurs : 11,284 Arbitrage : Benoît Millot |
|                                                | Rapport                |     |                                          | Spectateurs : 11,284 Arbitrage : Benoît Millot | Spectateurs : 11,284 Arbitrage : Benoît Millot |

| Journée 19 23 décembre 2012 18e place 16 points | Toulouse FC                                 | 2-0 | FC Sochaux-Montbéliard                     | 17:00 - Stadium, Toulouse                        |                                                  |
|                                                 | Ben Yedder 19e · Regattin 26e · Rivière 85e |     | Roussillon 25e · Nogueira 32e · Poujol 68e | Spectateurs : 16,401 Arbitrage : Lionel Jaffredo | Spectateurs : 16,401 Arbitrage : Lionel Jaffredo |
|                                                 | Rapport                                     |     |                                            | Spectateurs : 16,401 Arbitrage : Lionel Jaffredo | Spectateurs : 16,401 Arbitrage : Lionel Jaffredo |

#### Matchs retours
| Journée 20 13 janvier 2013 17e place 19 points | FC Sochaux-Montbéliard                                                         | 3-1 | Olympique de Marseille         | 21:00 - Stade Auguste-Bonal, Montbéliard       |                                                |
|                                                | Privat 18e · Bakambu 40e · Morel 46e (csc) · Lopy 40e · Lopy 61e · Bakambu 82e |     | J. Ayew 55e · Amalfitano 90+1e | Spectateurs : 13,488 Arbitrage : Fredy Fautrel | Spectateurs : 13,488 Arbitrage : Fredy Fautrel |
|                                                | Rapport                                                                        |     |                                | Spectateurs : 13,488 Arbitrage : Fredy Fautrel | Spectateurs : 13,488 Arbitrage : Fredy Fautrel |

| Journée 21 19 janvier 2013 15e place 22 points | FC Sochaux-Montbéliard     | 1-0 | Stade de Reims                         | 16:00 - Stade Auguste-Bonal, Montbéliard          |                                                   |
|                                                | Poujol 15e · Peybernes 49e |     | Glombard 38e · Ghilas 45e · Toudic 87e | Spectateurs : 8,843 Arbitrage : Nicolas Rainville | Spectateurs : 8,843 Arbitrage : Nicolas Rainville |
|                                                | Rapport                    |     |                                        | Spectateurs : 8,843 Arbitrage : Nicolas Rainville | Spectateurs : 8,843 Arbitrage : Nicolas Rainville |

| Journée 22 26 janvier 2013 16e place 22 points | Montpellier HSC                        | 2-0 | FC Sochaux-Montbéliard | 20:00 - Stade de la Mosson, Montpellier       |                                               |
|                                                | Jourdren 12e · Herrera 28e · Utaka 34e |     | Carlão 48e · Dias 74e  | Spectateurs : 14,528 Arbitrage : Saïd Ennjimi | Spectateurs : 14,528 Arbitrage : Saïd Ennjimi |
|                                                | Rapport                                |     |                        | Spectateurs : 14,528 Arbitrage : Saïd Ennjimi | Spectateurs : 14,528 Arbitrage : Saïd Ennjimi |

| Journée 23 2 février 2013 17e place 22 points | FC Sochaux-Montbéliard | 1-2 | AS Saint-Étienne             | 20:00 - Stade Auguste-Bonal, Montbéliard               |                                                        |
|                                               | Butin 72e · Roudet 79e |     | Aubameyang 23e · Lemoine 77e | Spectateurs : 12,685 Arbitrage : Jean-Charles Cailleux | Spectateurs : 12,685 Arbitrage : Jean-Charles Cailleux |
|                                               | Rapport                |     |                              | Spectateurs : 12,685 Arbitrage : Jean-Charles Cailleux | Spectateurs : 12,685 Arbitrage : Jean-Charles Cailleux |

| Journée 24 9 février 2013 18e place 23 points | ESTAC Troyes | 0-0 | FC Sochaux-Montbéliard | 20:00 - Stade de l'Aube, Troyes                |
|                                               |              |     |                        | Spectateurs : 13,967 Arbitrage : Benoît Millot |
|                                               | Rapport      |     |                        |                                                |

| Journée 25 17 février 2013 14e place 26 points | FC Sochaux-Montbéliard                          | 3-2 | Paris SG                                              | 21:00 - Stade Auguste-Bonal, Montbéliard         |                                                  |
|                                                | Roudet 36e · Sio 54e · Bakambu 82e · Privat 82e |     | Alex 29e · Verratti 49e · Sakho 76e · Ibrahimović 90e | Spectateurs : 19,290 Arbitrage : Lionel Jaffredo | Spectateurs : 19,290 Arbitrage : Lionel Jaffredo |
|                                                | Rapport                                         |     |                                                       | Spectateurs : 19,290 Arbitrage : Lionel Jaffredo | Spectateurs : 19,290 Arbitrage : Lionel Jaffredo |

| Journée 26 23 février 2013 15e place 27 points | Stade Rennais FC                       | 2-2 | FC Sochaux-Montbéliard                             | 17:00 - Stade de la route de Lorient, Rennes   |                                                |
|                                                | Boye 34e · Kana-Biyik 42e · Makoun 88e |     | Sio 21e · Roudet 37e · Corchia 56e · Boudebouz 75e | Spectateurs : 13,767 Arbitrage : Wilfried Bien | Spectateurs : 13,767 Arbitrage : Wilfried Bien |
|                                                | Rapport                                |     |                                                    | Spectateurs : 13,767 Arbitrage : Wilfried Bien | Spectateurs : 13,767 Arbitrage : Wilfried Bien |

| Journée 27 2 mars 2013 17e place 27 points | FC Sochaux-Montbéliard                                | 1-2 | AS Nancy Lorraine                      | 20:30 - Stade Auguste-Bonal, Montbéliard         |                                                  |
|                                            | Poujol 6e · Traoré 22e · Boudebouz 83e · Privat 90+4e |     | Moukandjo 7e · Mangani 34e · Zitte 40e | Spectateurs : 12,912 Arbitrage : Stéphane Lannoy | Spectateurs : 12,912 Arbitrage : Stéphane Lannoy |
|                                            | Rapport                                               |     |                                        | Spectateurs : 12,912 Arbitrage : Stéphane Lannoy | Spectateurs : 12,912 Arbitrage : Stéphane Lannoy |

| Journée 28 9 mars 2013 18e place 27 points | Évian Thonon Gaillard FC                                                                        | 5-1 | FC Sochaux-Montbéliard | 20:00 - Parc des Sports (Annecy), Annecy       |                                                |
|                                            | Cambon 18e · Barbosa 44e · Khalifa 64e · Bérigaud 71e · Barbosa 74e · Khalifa 78e · Betao 90+1e |     | Sio 39e · Bakambu 53e  | Spectateurs : 8,770 Arbitrage : Benoît Bastien | Spectateurs : 8,770 Arbitrage : Benoît Bastien |
|                                            | Rapport                                                                                         |     |                        | Spectateurs : 8,770 Arbitrage : Benoît Bastien | Spectateurs : 8,770 Arbitrage : Benoît Bastien |

| Journée 29 16 mars 2013 18e place 28 points | FC Sochaux-Montbéliard   | 1-1 | Valenciennes FC                           | 20:00 - Stade Auguste-Bonal, Montbéliard      |                                               |
|                                             | Boudebouz 8e · Kanté 72e |     | Isimat-Mirin 57e · Rose 67e · Nguette 82e | Spectateurs : 10,662 Arbitrage : Saïd Ennjimi | Spectateurs : 10,662 Arbitrage : Saïd Ennjimi |
|                                             | Rapport                  |     |                                           | Spectateurs : 10,662 Arbitrage : Saïd Ennjimi | Spectateurs : 10,662 Arbitrage : Saïd Ennjimi |

| Journée 30 31 mars 2013 17e place 31 points | O. Lyon                                           | 1-2 | FC Sochaux-Montbéliard                                      | 21:00 - Stade Gerland, Lyon                    |                                                |
|                                             | Dabo 7e · Malbranque 34e · Gomis 68e · Lovren 77e |     | Sio 29e · Pujol 45+2e · Sio 50e · Bakambu 88e · Bakambu 88e | Spectateurs : 34 696 Arbitrage : Benoît Millot | Spectateurs : 34 696 Arbitrage : Benoît Millot |
|                                             | Rapport                                           |     |                                                             | Spectateurs : 34 696 Arbitrage : Benoît Millot | Spectateurs : 34 696 Arbitrage : Benoît Millot |

| Journée 31 6 avril 2013 17e place 32 points | FC Sochaux-Montbéliard | 0-0 | AC Ajaccio             | 20:00 - Stade Auguste-Bonal, Montbéliard           |                                                    |
|                                             | Bakambu 19e            |     | Ochoa 61e · Chalmé 68e | Spectateurs : 16 818 Arbitrage : Bartolomeu Varela | Spectateurs : 16 818 Arbitrage : Bartolomeu Varela |
|                                             | Rapport                |     |                        | Spectateurs : 16 818 Arbitrage : Bartolomeu Varela | Spectateurs : 16 818 Arbitrage : Bartolomeu Varela |

| Journée 32 14 avril 2013 17e place 32 points | OGC Nice                                                | 3-0 | FC Sochaux-Montbéliard  | 14:00 - Stade du Ray, Nice                             |                                                        |
|                                              | Traoré 51e · Digard 59e · Cvitanich 79e · Cvitanich 83e |     | Roudet 32e · Poujol 36e | Spectateurs : 10 091 Arbitrage : Jean-Charles Cailleux | Spectateurs : 10 091 Arbitrage : Jean-Charles Cailleux |
|                                              | Rapport                                                 |     |                         | Spectateurs : 10 091 Arbitrage : Jean-Charles Cailleux | Spectateurs : 10 091 Arbitrage : Jean-Charles Cailleux |

### Coupe de la ligue
| 16e de finale 26 septembre 2012 | FC Sochaux-Montbéliard                                            | 3-2 | Évian Thonon Gaillard FC                                                       | 20:55 - Stade Bonal, Montbéliard                  |                                                   |
|                                 | Boudebouz 33e (pen.) · P. Camara 41e · Bakambu 70e · Bakambu 102e |     | Mongongu 2e (pen.) · Sorlin 38e · Khalifa 42e (pen.) · Laquait 57e · Sagbo 82e | Spectateurs : 5,692 Arbitrage : Bartolomeu Varela | Spectateurs : 5,692 Arbitrage : Bartolomeu Varela |
|                                 | Rapport                                                           |     |                                                                                | Spectateurs : 5,692 Arbitrage : Bartolomeu Varela | Spectateurs : 5,692 Arbitrage : Bartolomeu Varela |

| 8e de finale 30 octobre 2012 | FC Sochaux-Montbéliard | 0-3 | AS Saint-Etienne                                    | 18:00 - Stade Bonal, Montbéliard               |                                                |
|                              |                        |     | Hamouma 10e · Gradel 30e · Hamouma 67e · Alonso 88e | Spectateurs : 7,244 Arbitrage : Benoît Bastien | Spectateurs : 7,244 Arbitrage : Benoît Bastien |
|                              | Rapport                |     |                                                     | Spectateurs : 7,244 Arbitrage : Benoît Bastien | Spectateurs : 7,244 Arbitrage : Benoît Bastien |

### Coupe de France
| 32e de finale 5 janvier 2013 | ES Thaon    | 0-1 | FC Sochaux-Montbéliard            | 18:00 - Stade Robert-Sayer, Thaon-les-Vosges  |                                               |
|                              | Jeantet 63e |     | Clavier 74e (csc) · Peybernes 84e | Spectateurs : 3,000 Arbitrage : Wilfried Bien | Spectateurs : 3,000 Arbitrage : Wilfried Bien |
|                              | Rapport     |     |                                   | Spectateurs : 3,000 Arbitrage : Wilfried Bien | Spectateurs : 3,000 Arbitrage : Wilfried Bien |

| 16e de finale 23 janvier 2013 | Montpellier HSC                                              | 2-3 | FC Sochaux-Montbéliard                  | 17:00 - Stade de la Mosson, Montpellier        |                                                |
|                               | Charbonnier 16e · Deplagne 41e · Deplagne 51e · Bedimoo 110e |     | Contout 44e · Bakambu 79e · Mikari 108e | Spectateurs : 4,500 Arbitrage : Antony Gautier | Spectateurs : 4,500 Arbitrage : Antony Gautier |
|                               | Rapport                                                      |     |                                         | Spectateurs : 4,500 Arbitrage : Antony Gautier | Spectateurs : 4,500 Arbitrage : Antony Gautier |

| 8e de finale 26 février 2013 | FC Sochaux-Montbéliard | 1-2 | ES Troyes AC                                             | 18:00 - Stade Bonal, Montbéliard             |                                              |
|                              | Boudebouz 90+4e        |     | Bahebeck 10e · Colin 69e · N'Sakala 79e · Faussurier 89e | Spectateurs : 5 516 Arbitrage : Ruddy Buquet | Spectateurs : 5 516 Arbitrage : Ruddy Buquet |
|                              | Rapport                |     |                                                          | Spectateurs : 5 516 Arbitrage : Ruddy Buquet | Spectateurs : 5 516 Arbitrage : Ruddy Buquet |